# NYSE American
NYSE American nekada poznatija po nazivu AMEX (engl. American Stock Exchange, Little board) prema obimu trgovanja druga po veličini berza od hartija od vrednosti u SAD, posle Njujorške berze.
Za razliku od njujorške berze, na NYSE American se trguje akcijama i obveznicama malih i srednjih preduzeća, kao i opcijama i velikim brojem inostranih hartija od vrednosti. Sastoji se od pet regionalnih berzi: Srednji Zapad, Pacifik, Filadelfija, Boston i Sinsinati.